# برش لیزری

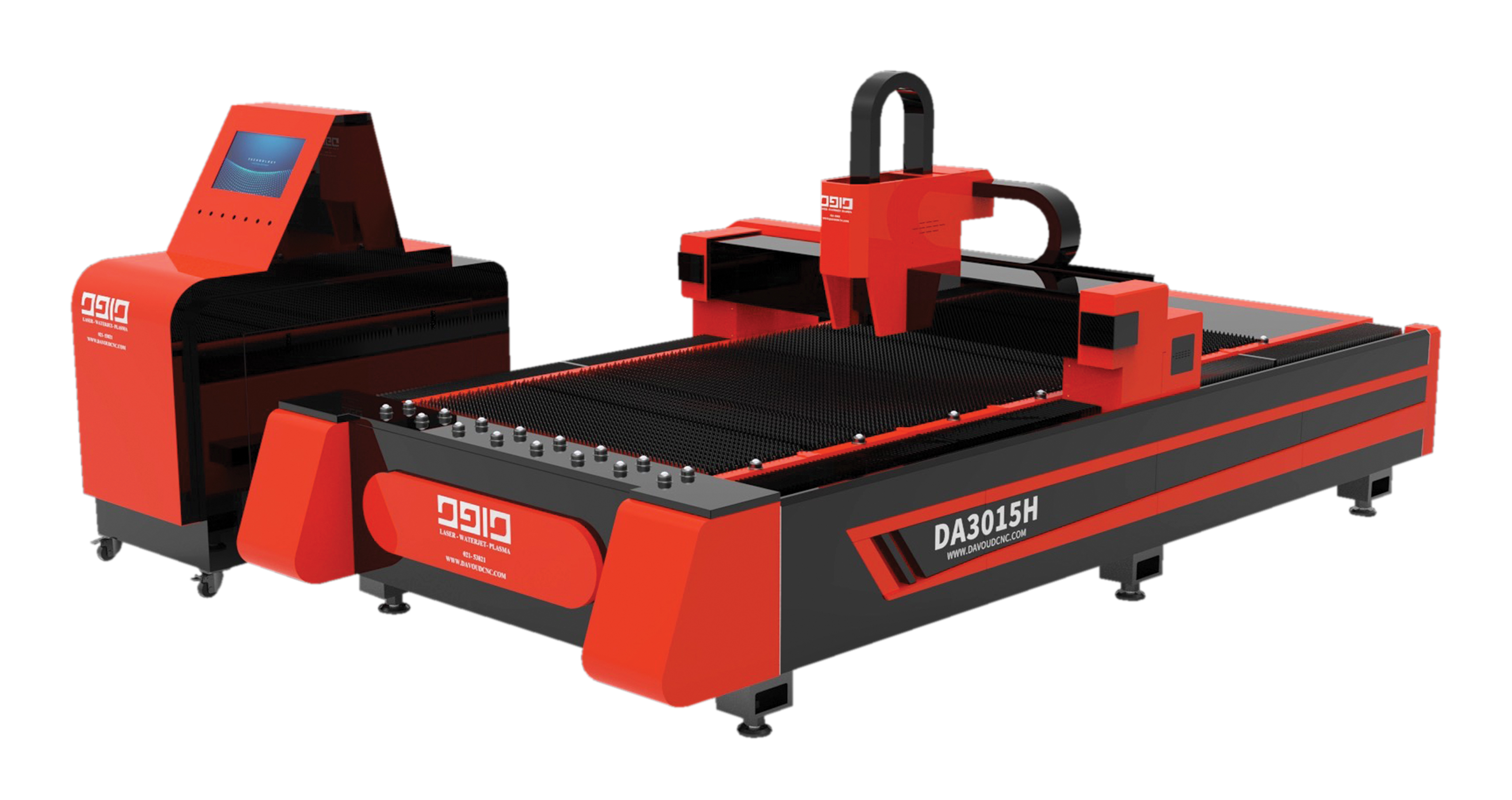
دستگاه برش لیزر

برش لیزری (به انگلیسی: Laser cutting) فناوری است که در آن از اشعه لیزر برای برش اجسام استفاده می‌شود؛ و نوعاً از این فناوری در زمینه صنعت استفاده می‌شود. برش لیزری توسط استعمال اشعه لیزر از یک خروجی قوی لیزر روی اجسامی که می‌خواهند بریده شوند انجام می‌شود. قسمتی از جسم مورد نظر که بریده می‌شود یا آب می‌شود یا می‌سوزد یا تصعید می‌شود و توسط فشار گاز از روی جسم پاک می‌شود؛ و سر انجام سطح بریده شده با کیفیت خیلی عالی ایجاد می‌شود. لیزر صنعتی در صنایع مختلفی مانند صنایع نظامی، ساختمانی، هوافضا، پزشکی، آزمایشگاهی و پژوهشی، ارتباطاتی، فیزیک، شیمی و … کاربرد دارد.
برش لیزری به عنوان یک فرایند برش بدون تماس
برش لیزر یک فرایند برش است که با آن می‌توان مواد خام فلزی و غیرفلزی را با ضخامت‌های مختلف برش داد. این در اطراف یک پرتو لیزر است که هدایت می‌شود، شکل می‌گیرد و بسته می‌شود. هنگامی که به قطعه کار برخورد می‌کند، ماده تا حدی گرم می‌شود که ذوب یا بخار می‌شود. در این فرایند، کل توان لیزر روی یک نقطه متمرکز می‌شود که قطر آن اغلب کمتر از نیم میلی‌متر است. اگر گرمای بیشتری به این ناحیه وارد شود که بتواند از طریق رسانش گرما دفع شود، پرتو لیزر به‌طور کامل به مواد نفوذ می‌کند - فرایند برش آغاز شده است. در حالی که سایر فرایندها شامل استفاده از ابزارهای در مقیاس بزرگ با قدرت بسیار زیاد بر روی ورق فلز است، پرتو لیزر بدون هیچ گونه تماسی کار خود را کامل می‌کند. به این ترتیب ابزار دچار سایش نمی‌شود و هیچ گونه تغییر شکل یا آسیبی به قطعه کار نمی‌رسد.
تمام مواد رایج در فرآوری صنعتی - از فولاد گرفته تا آلومینیوم، فولاد ضدزنگ، ورق‌های فلزی غیرآهنی، تا مواد غیرفلزی مانند پلاستیک، شیشه، چوب یا سرامیک - را می‌توان با خیال راحت و با کیفیت بالا برش داد. لیزر ضخامت‌های بسیار متفاوت ورق از ۰٫۵ تا بیش از ۳۰ میلی‌متر را می‌توان با استفاده از ابزار برش داد. این محدوده مواد بسیار گسترده، لیزر را به ابزار برش برتر برای بسیاری از کاربردها در زمینه فلزات و غیر فلزات تبدیل می‌کند.
اشعهٔ متمرکز لیزر فقط محیطی را که باید برشکاری انجام شود را تحت حرارت قرار می‌دهد و مابقی محیط قطعه کار تحت حرارت یا استرس قرار نگرفته و محیط مذاب برش فقط به قسمت برخورد اشعه محدود می‌شود به این معنی که خط برش بر روی قطعهٔ فلزی به سختی از قطر لیزر بزرگتر یا حتی یکسان است
لیزرهای پالس اولترا کوتاه تقریباً هر ماده ای را به سرعت تبخیر می‌کنند که تأثیر گرما قابل تشخیص نیست و در نتیجه لبه‌های برشی با کیفیت بالا را بدون بیرون ریختن مواد ذوب شده ایجاد می‌کند. این باعث می‌شود لیزرها برای ساخت پیچیده‌ترین محصولات فلزی مانند استنت برای فناوری پزشکی ایده‌آل باشند. در صنعت نمایشگر، لیزرهای پالس فوق کوتاه، شیشه‌های سخت شده شیمیایی را برش می‌دهند.

## تاریخچه
در سال ۱۹۶۵ اولین دستگاه برش لیزری برای ایجاد سوراخ در قالب‌های الماس استفاده شده است. این دستگاه توسط مرکز تحقیقات Western Electric Engineering ساخته شد. در سال۱۹۶۷ بریتانیا در ساخت دستگاه برش لیزری به کمک جت اکسیژن برای برش فلزات پیش‌گام شد. در اوایل سال۱۹۷۰ این تکنولوژی در کاربردهای هوافضا برای برش تیتانیم به‌کار گرفته شد. در همان موقع لیزرهای CO2 برای برش غیر فلزات مانند: پارچه و … به‌کار گرفته شد؛ چراکه در آن زمان لیزر CO2 به اندازه کافی برای غلبه بر هدایت حرارتی فلزات قدرت‌مند نبود.
صنایعی مانند خودروسازی، ابزاردقیق، صنایع نظامی، صنعت چرم و پوشاک، صنایع مهندسی، ساخت و تولید، چوب و دکور، صنایع سنگ و … از جمله مواردی هستند که استفاده وسیعی از دستگاه برش لیزر دارند. باتوجه به قطعه نهایی مورد نیاز دستگاه برش لیزر یا دستگاه حکاکی لیزر استفاده می‌شود. دستگاه‌های برش لیزری به دو گروه فلزی و غیر فلزی تقسیم می‌شوند هر دستگاهی با قدرت (وات) و قابلیت‌های مختلفی تولید می‌شود که موارد استفاده آن متفاوت است.

## نحوهٔ عملکرد
اشعهٔ لیزر از طریق تحریک مواد مولد لیزر توسط تخلیهٔ الکتریکی یا تابش یک لامپ در یک محفظه بسته تولید می‌شود. با تحریک مادهٔ مولد لیزر پرتو با استفاده از تکه‌های آینه منعکس می‌شود تا انرژی لازم برای تبدیل شدن به یک جریان نور تک‌رنگ منسجم را به دست آورد. آینه یا فیبر نوری معمولاً برای هدایت نور منسجم به لنز دستگاه استفاده می‌شود. این لنز در نقطهٔ کاری دستگاه متمرکز شده است. باریک‌ترین قسمت پرتو متمرکز شده قطری کمتر از ۰/۳۲میلی‌متر دارد.
عملکرد دستگاه برش لیزر به این صورت است که ابتدا اشعه لیزری از هد دستگاه بر روی جسمی که قصد برش یا حکاکی آن را داریم تابیده می‌شود و سپس این پرتوی لیزری با توجه به میزان قدرتی که برای آن تعریف شده است قسمت مورد نظر را برش می‌دهد یا موجب تصعید آن می‌شود (حکاکی) و در پایان قسمت‌های برش خورده با گاز فشار بالا از روی جسم برداشته شده تا سطح صاف و صیقلی قطعه اصلی باقی بماند.
دستگاه‌های تولید لیزر می‌توانند انواع مختلفی از لیزر را ایجاد نمایند. این لیزرها بااسامی: لیزر گازی، لیزر شیمیایی، لیزر رادیو اکتیو، لیزر جامد شناخته می‌شوند. بیشترین استفاده در صنعت تنها از دو نوع لیزر گازی و لیزر جامد است. این دو نوع لیزر خود از بخش‌های مختلفی تشکیل شده‌اند به عنوان مثال می‌توان گفت که در بین لیزرهای صنعتی، گازی Co2 بیشترین میزان استفاده را دارد. چرا که از آن برای برش و ایجاد حکاکی بر روی انواع مختلف وسایل اعم از فلزات و غیر فلزات می‌توان استفاده نمود.
دستگاه‌های لیزر در نوع خاص CO2 و فایبر ساخته می‌شوند که هر یک دارای مزایایی هستند؛ لیزر CO2 که به آن دستگاه برش لیزر غیرفلزات نیز می‌گویند، برای برش و حکاکی متریال مختلف غیر از فلزات استفاده می‌شود (چوب، پارچه، پلکسی، چرم و…). اما لیزر فایبر که به آن دستگاه برش لیزر فلزات نیز گفته می‌شود تنها برای برش و حکاکی فلزات استفاده می‌شود. این دستگاه‌ها برخلاف دستگاه‌های CO2 به دو دسته برش و حکاکی تقسیم می‌شوند؛ یعنی دستگاه‌های مخصوص فلزات عمدتاً یا تنها کار برش را انجام می‌دهند یا تنها کار حکاکی (در حالی که در دستگاه‌های غیر فلزات یک دستگاه می‌تواند هر دو عملکرد را داشته باشد). به دستگاه‌هایی که تنها کار حکاکی را انجام می‌دهند دستگاه‌های مارکینگ گفته می‌شود. قطعات دستگاه‌های مارکینگ حرکت نمی‌کنند و انتقال لیزر و همچنین پیاده‌سازی طرح روی اجسام تنها با آینه‌ها صورت می‌گیرد. آینه‌هایی که با تغییر زاویه لیزر را روی متریال هدایت می‌کنند. به همین دلیل دستگاه‌های مارکینگ دارای سرعت بسیار بالاتر هستند.

## مزایای برش لیزری

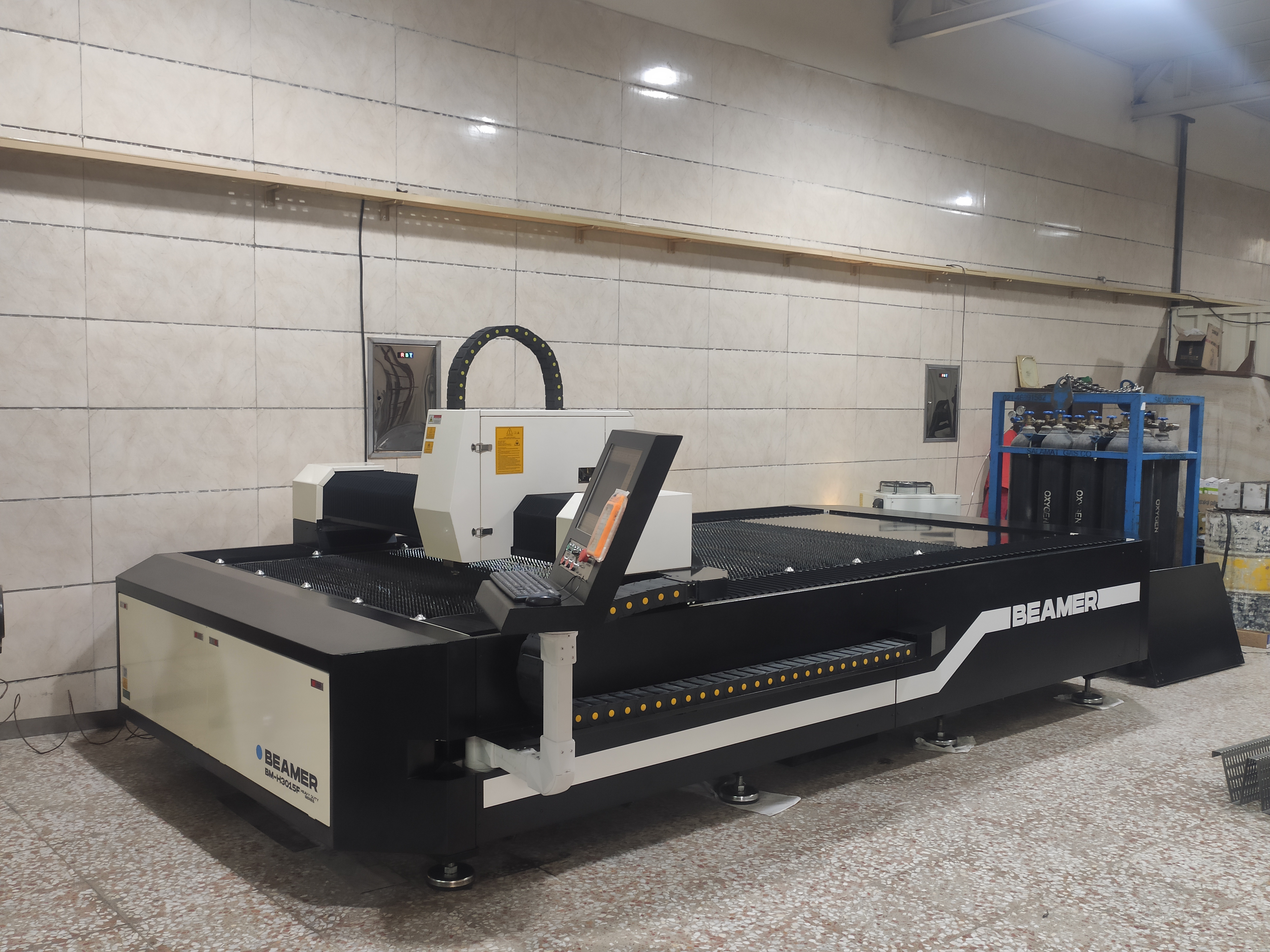
دستگاه برش لیزر فایبر

سهولت در به‌کارگیری، کیفیت و تمیزی (عدم وجود لبه‌های اضافی در قسمت‌های برش خورده) محصول نهایی از مزایای استفاده از برش لیزری به جای برش‌های مکانیکی و سنتی است. از آنجایی که از ابتدای شروع عملیات برش تا پایان کار، پرتو لیزر به صورت مداوم و یکنواخت عمل برش را انجام می‌دهد، دقت کار افزایش می‌یابد. 

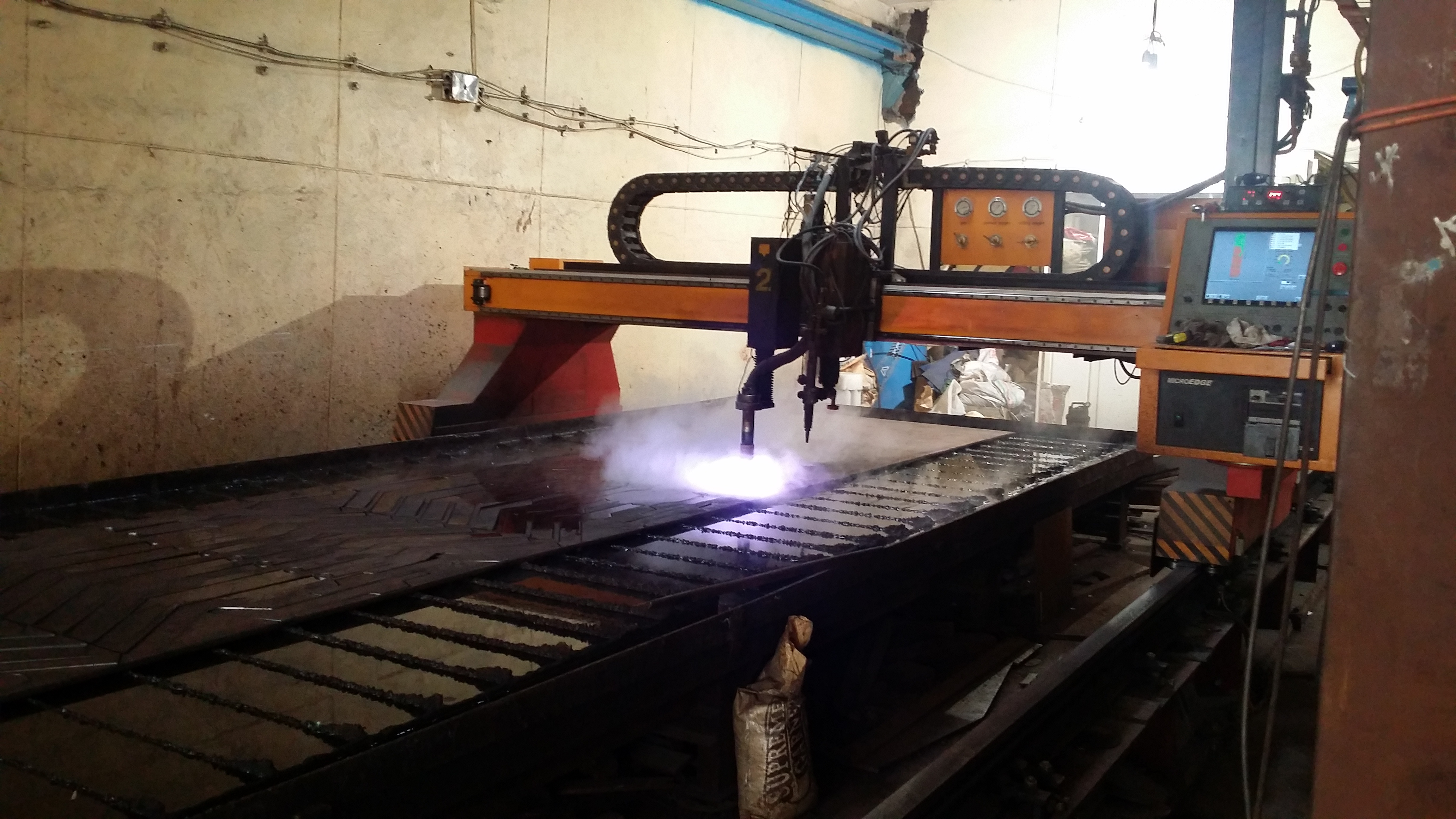
دستگاه برش پلاسما

احتمال تاب برداشتن متریال در برش لیزر بسیار کم است؛ چون ناحیهٔ مؤثر حرارتی در این فرایند بسیار کوچک است.
برش لیزری به علت دقت بالاتر و مصرف انرژی کمتر در هنگام برش، مزیت بیشتری نسبت به برش پلاسما دارد. با این وجود اغلب دستگاه‌های برش لیزری نمی‌توانند ضخامتی بیشتر از ضخامت برش دستگاه‌های پلاسما را برش دهند. امروزه دستگاه‌های برش لیزری قوی‌تری نیز در حال تولید است تا بتوانند ضخامت‌های بیشتری را برش دهند اما هزینهٔ تمام شدهٔ این دستگاه‌ها بیشتر از دستگاه‌های برش پلاسما است. مهم‌ترین مزیت استفاده از دستگاه برش لیزر جهت برش فلزات و غیر فلز، سرعت و دقت بالای کار است.

## انواع لیزرهای مورد استفاده

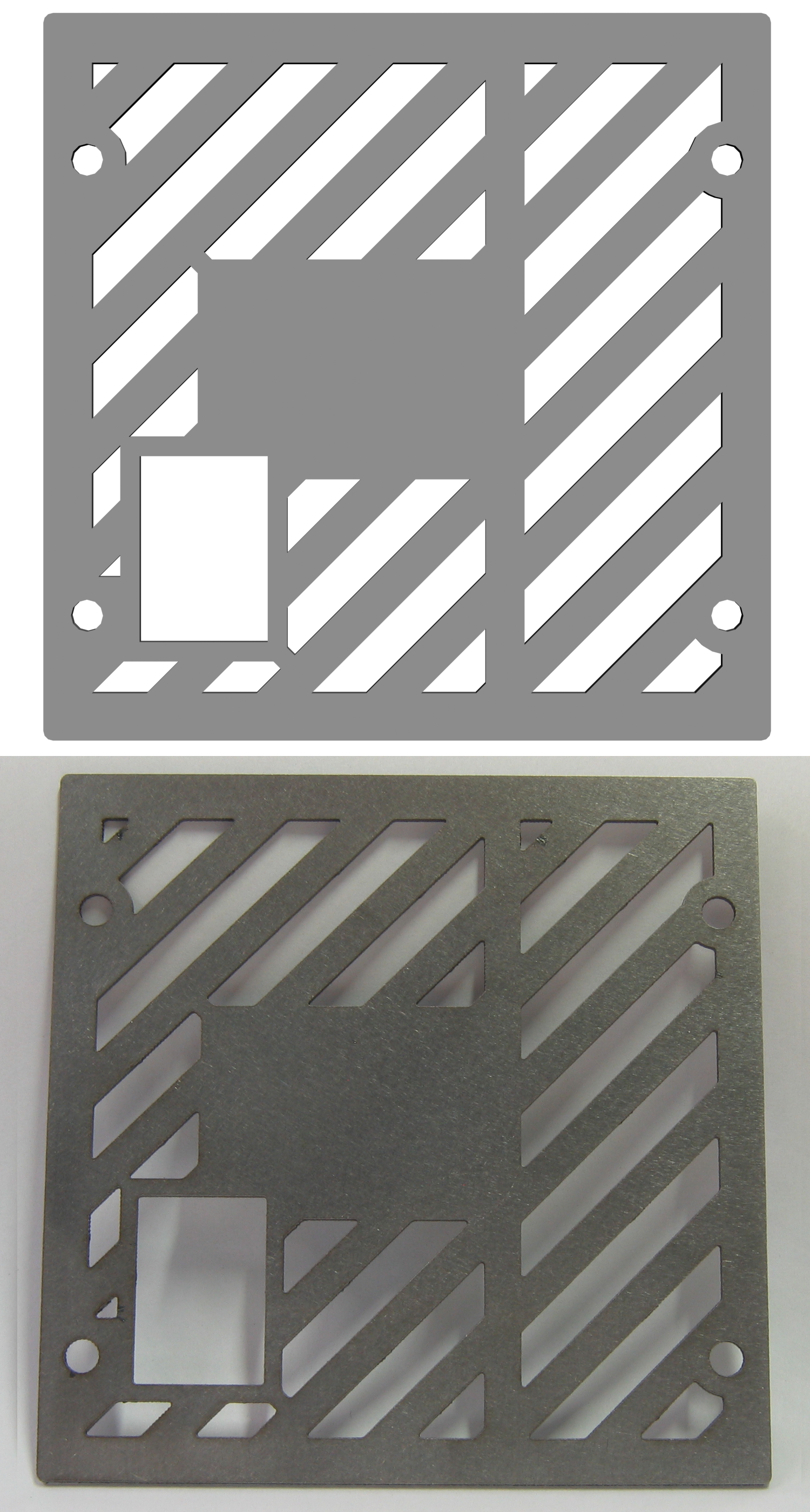
یک طرح برش داده شده توسط لیزر بر روی فلز

لیزرها انواع مختلفی مانند لیزر گازی، لیزر شیمیایهیی، لیزر رادیواکتیو، لیزر جامد، لیزر فیبری و … دارند، اما در صنعت از دو نوع لیزرهطای گازی و جامد استفاده می‌شود. لیزرهای پرکاربرد استفاده شده در دستگاه‌های برش لیزر صنعتی عبارتند از:
۱) لیزر CO2 که برای برش، حکاکی و تضعیف ماده مناسب است.
۲)لیزرهای نئودیمیم(Nd) و لیزرهای نئودیمیم-ایتریم-آلومینیوم-گارنت(Nd-YAG) هستند. این دو لیزر سبک و روشی یکسان دارند و تفاوت آن‌ها در کاربردشان است. لیزر Nd برای تضعیف ماده و در مواقعی که قدرت زیاد و تکرار پذیری بالا مدنظر است به کار می‌رود. لیزر Nd-YAG برای تضعیف ماده و حکاکی روی قطعه و در مواقعی که قدرت بسیار زیاد مورد نیاز است، استفاده می‌شود.
هرسه نوع لیزر یاد شده را می‌توان برای جوشکاری نیز استفاده کرد.
لیزر CO2 برای برش‌کاری صنعتی بسیاری از مواد از جمله فولاد، آلومینیوم، فولاد ضدزنگ، تیتانیم، کاغذ، موم، پلاستیک، چوب و پارچه استفاده می‌شود. لیزر YAG در درجهٔ اول برای برش و حکاکی فلزات و سرامیک‌ها استفاده می‌شود.
ژنراتور دستگاه لیزر و اپتیک خارجی (لنز فوکوس‌کننده) نیاز به خنک کاری دارند. بسته به اندازه و پیکربندی دستگاه، گرمای اضافی ممکن است مستقیماً یا توسط یک خنک‌کننده به هوا منتقل شود. معمولاً از آب به عنوان خنک‌کننده استفاده می‌شود که توسط سیستم خنک‌کننده به گردش در می‌آید.

## لیزرهای پیشرفته تر

### لیزر میکروجت (لیزر هدایت شده با واترجت)
هدایت پرتو لیزر به وسیلهٔ جت آب است. در این دستگاه پرتو لیزر با جت آب کم فشار همراه است. لیزر وظیفه اصلی برش را برعهده دارد درحالی که جت آب پرتو لیزر را هدایت می‌کند. عمل هدایت پرتو از طریق بازتاب داخلی کلی انجام می‌شود. مانند آنچه که در فیبر نوری اتفاق می‌افتد. در این روش، آب علاوه بر از بین بردن اثرات تخریبی ناشی از برش، سطح ماده را نیز خنک‌کاری می‌کند که ازجمله مزایای این روش به حساب می‌آید.

#### تاریخچه

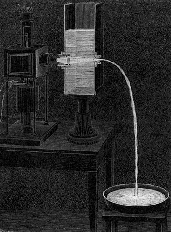

جین دانیل کلادون (۱۸۰۲–۱۸۹۳) دریافت که اگر پرتو نوری را از آبی که از سوراخ کوچک یک مخزن به بیرون ریخته می‌شود عبور دهد، نور همراه با آب خم می‌شود.
بعدها در سال ۱۹۹۳ دانشمندان در مؤسسهٔ فناوری سوییس، موفق شدند لیزر هدایت شده با واترجت به نام لیزر ماکروجت را اختراع کنند.

#### ساختار

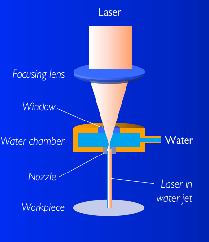

پرتو لیزر توسط لوله‌ای هدایت می‌شود تا اینکه به اتاقک تحت فشار آب می‌رسد. طراحی لیزر و لوله به گونه‌ای است که لیزر با انرژی زیاد را به واترجت می‌رساند. واترجتی که از لوله بیرون ریخته می‌شود، پرتو لیزر را با هدف بازتاب کامل آن پوشش می‌دهد، درست مانند فیبر نوری شیشه‌ای معمولی؛ بنابراین می‌توان واترجت را به عنوان شار هدایت نور با طول متغیر در نظر گرفت. به علت اینکه در این دستگاه از لیزر پالسی استفاده می‌شود، واتر جت که به‌طور پیوسته در حال انجام کار است می‌تواند سریعاً سطح قطعه را خنک کند. نتیجه کار، برشی باریک، موازی، تمیز و بدون هیچ گونه آسیب دیدگی گرمایی است.
در لیزر این دستگاه معمولاً از لیزر حالت جامد پالسی ان دی یگ استفاده می‌شود. توان خروجی میانگین این دستگاه ۵۰ تا۲۰۰ وات است همچنین زمان پالس آن نیز حدود ۰٫۱ تا۱۰۰ میکروثانیه است. پمپ آب این لیزر فشاری حدود ۲۰ تا ۵۰۰ بار دارد. خروجی آب آن نیز ۵ تا ۷۵ میلی لیتر در دقیقه است.
مقایسه لیزر واترجت و لیزر معمولی

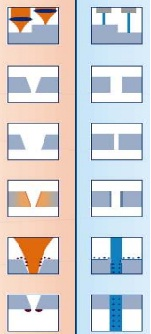

همان‌طور که مشاهده می‌شود، در لیزر واترجت (سمت راستی) قطعه نیاز ندارد در نقطه کانونی قرارگیرد. همچنین دیواره‌های موازی در برش ایجاد می‌کند و نسبت ابعاد در برش زیاد دارد. ناحیهٔ تحت تأثیر گرما قرار گرفته ندارد یا خیلی اندک است. همچنین مواد مذاب در پایین قطعه جمع نمی‌شوند
در لیزرهای معمولی (سمت چپ) عکس مطالب فوق اتفاق می‌افتد.

#### مزیت‌ها
از مزایای این دستگاه می‌توان گفت که اندازهٔ گرین‌های قطعه در طی فرایند تغییر نمی‌کند، همچنین ترک‌های کوچک در قطعه ایجاد نمی‌کند، اکسیداسیون به وجود نمی‌آید و همچنین در طی فرایند، قطعه تاب برنمی‌دارد. همچنین تکانهٔ زیادی که واترجت دارد، باعث می‌شود که مواد ذوب شده به قطعه نچسبند. با این دستگاه حتی می‌توان قطعاتی که محلول در آب هستند نیز برش داد. این دستگاه نیروی اندکی روی قطعه وارد می‌کند. به علت اینکه واترجت مانند فیبر برای پرتو عمل می‌کند، در نتیجه پرتو نقطهٔ کانونی ندارد و همواره پرتوهای موازی از خود ساطع می‌کند؛ بنابراین لزومی به قرارگیری قطعه در فاصلهٔ کانونی پرتو نیست و حتی قطعاتی که در فاصلهٔ زیاد از پرتو قرار دارند نیز به راحتی برش می‌خورند؛ بنابراین کیفیت دستگاه ثابت می‌ماند.

#### کاربردها
۱. برش قطعات حساس پزشکی مثل برش لوله‌های مصرفی در رگ بازسازی:

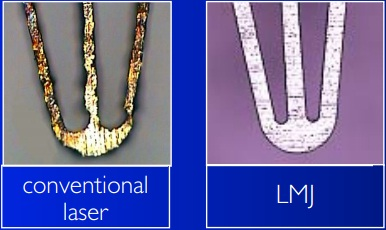

رگبازسازی در درمان بیماری‌های قلبی و باز نگاه داشتن رگ‌های کرونر مسدود یا تنگ شده کاربرد عام دارد. از آنجا که لولهٔ گفته شده در تماس دائم، مستقیم و پرتکرار خون و پلاسمای خون است، این قطعات بایستی کاملاً صیقلی و عاری از هر نوع ضایعات و سوختگی نامطلوب ناشی از برش باشند؛ که در غیر این صورت زائده‌ها و سوختگی‌های سطح فلز سبب جذب چربی، پلاسما و سایر مواد محلول در خون می‌شوند که بر اثر انباشتگی این مواد لولهٔ تعبیه شده نیز مسدود می‌شود.
این قطعات از جنس استیل ضدزنگ، نیکل و تیتانیم هستند. اگر استیل ضدزنگ با ضخامت۱۵۰ میکرومتر را با لیزر عادی برش دهیم، می‌سوزد.
۲. استنسیل کردن:
به‌طور کلی استنسیل، قطعهٔ نازک پلاستیک یا هر مادهٔ غیرقابل نفوذ است که روی سطح آن طرح‌های بریده شده قرار دارد. این قطعه روی صفحه‌ای قرار می‌گیرد و اجازهٔ عبور رنگ را از داخل قطعات بریده شده عبور می‌دهد. از این لیزر همچنین در استنسیل کردن فلزات استفاده می‌شود. از استنسیل کردن فلزات در به کار بردن خمیر لحیم روی بردهای مدار چاپی استفاده می‌شود. همچنین ماسک لحیم کاری که معمولاً از فلز یا مواد پلاستیکی متخلخل ساخته می‌شود را جهت انتقال چسب یا خمیر لحیم کاری به رویهٔ شاسی الکترونیکی به کار گرفته می‌شود. اما دقت انتقال چسب از طریق استنسیل‌هایی که برش‌های آن از طریق لیزر انجام می‌شود چنان بالاست که اتصال کوتاه نامطلوب به حداقل می‌رسد.
۳. برش الماس خام:
این لیزر در برش الماس خام نیز مورد استفاده قرار می‌گیرد. الماس خام طول موج رنگ سبز ۵۳۲ نانومتر این لیزر را جذب می‌کند بنابراین بدون شکستگی و ناهمواری‌های سطح بریده می‌شود. در این روش الماس کاملاً به صورت موازی برش می‌خورد به علاوه الماس‌های ضخیم دیگر تنها از یک طرف بریده می‌شوند. این در حالی است که برش الماس‌های ضخیم با لیزرهای عادی از دو جهت انجام می‌شود.
۴. برش سلول خورشیدی:
در مطالعات اخیر نشان داده شده است که به علت سرد ماندن قطعه هنگام برش و در نتیجه تحت تأثیر قرار نگرفتن بهرهٔ الکتریکی قطعه، از این لیزر برای برش سلول‌های خورشیدی استفاده می‌شود.
آورد
برای بالا بردن بهرهٔ سلول‌های خورشیدی باید تمام اتصالات سلول خورشیدی را به پشت قطعه منتقل کنند. این امر با سوراخ کردن سطح سلول با لیزر واترجت امکان‌پذیر است.
بهرهٔ سلول‌های خورشیدی با اضافه کردن ناخالصی به اتصالات آن نیز افزایش می‌یابد. برای این کار از یک روش انقلابی استفاده می‌کنند؛ یعنی از جت فسفریک اسید به جای واترجت استفاده می‌کنند.
۵. ارتقا کیفیت نازل‌ها:

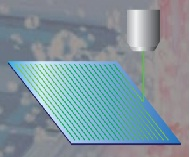

یکی دیگر از کاربردهای مناسب واترجت لیزر در ارتقا کیفیت نازل‌ها است. نازل‌ها در شیرهای فشار شکن که در انواع ماشین‌های تبرید تراکمی کاربرد عام دارند، و همچنین در نازل انژکتورهای سوخت اتوموبیل‌ها نقش مؤثری در راندمان ماشین ایفا می‌کنند
قطر خروجی نازل با زمان تبخیر مایع خارج شده از نوک نازل نسبت مستقیم دارد (سوپر هیت پوینت) به‌طوری‌که هرچه قطر نازل کمتر، ذرات خروجی ریزتر و زمان تبخیر کمتر خواهد بود. از طرفی دیگر ناصافی حفرهٔ ایجاد شده در نازل‌ها سبب پایین آمدن راندمان و دشوار شدن کنترل خروجی مایع می‌شود؛ لذا سوراخ کاری از طریق لیزر واترجت این امکان را فراهم می‌آورد که در یخچال‌ها، کولرها و همچنین سوخت پاش‌های اتومبیل بتوانیم هر چه راحت‌تر مایع را به گاز تبدیل کنیم به عبارت دیگر در اتومبیل‌ها به این طریق نسبت ترکیب سوخت با اکسیژن بهبود می‌یابد در نتیجه شاهد اتومبیل‌های کم مصرف‌تر با آلودگی کمتر خواهیم بود.

### لیزر فایبر
یک نوع از لیزرهای حالت جامد است که به سرعت در صنعت برش فلز در حال رشد است. برخلاف لیزر CO2 تکنولوژی فایبر با بهره‌گیری از محیط جذب جامد به عنوان گاز یا مایع مخالف عمل می‌کند. دانهٔ لیزر پرتوی لیزر را تولید می‌کند و پس از آن پرتو در الیاف شیشه‌ای (Glass Fiber) تقویت می‌شود. با طول موجی در حدود ۱/۰۶۴ میکرومتر لیزر فایبر، نقطه اثر بسیار کوچکی (۱۰۰ برابر کوچکتر از نقطهٔ اثر لیزر CO2) ایجاد می‌کند که این نوع لیزر را برای برش مواد فلزی بازتابنده، مؤثر می‌سازد.

#### تاریخچه لیزر CO2
تولید این نوع لیزر در ایران برای اولین بار در نخستین سمپوزیوم لیزر ایران (۲۹ اوت – ۵ سپتامبر ۱۹۷۱) توسط دکتر علی جوان و دکتر تئودور میمن مورد صحبت قرار گرفت، اما به دلیل ناموجود بودن زیرساخت‌های مناسب این امر تا سال ۲۰۱۵ به طول انجامید.

## انواع روش‌های برش فلزات توسط لیزر
روش‌های مختلفی در برش با استفاده از لیزر وجود دارد. برخی از این روش‌ها عبارتند از:
1. تبخیر ماده
2. ذوب ماده به همراه دمیدن گاز پرفشار
3. سوزاندن
4. ایجاد شکاف به وسیله تنش‌های حرارتی
5. برش سرد

- برش تبخیری: در این روش حرارت پرتو متمرکز شده، دمای نقطه اثر را به دمای نقطهٔ جوش می‌رساند و موجب تبخیر ماده و ایجاد حفره می‌شود. این روش برای برش موادی استفاده می‌شود که ذوب نمی‌شوند مانند:چوب، کربن و پلاستیک‌های ترموست.
- برش ذوبی به همراه دمیدن گاز پرفشار: در این روش ابتدا پرتوی لیزر، ماده مورد نظر را در نقطهٔ کاری به دمای نقطه ذوب می‌رساند. بلافاصله با استفاده از جریان پرفشار یک گاز (معمولاً هوا) به نقطهٔ مورد نظر ضربه‌ای وارد شده و باعث ریزش مواد ذوب شده از روی جسم مورد نظر می‌شود. در این روش نیازی به بالا بردن دما به اندازه‌ای بیشتر از نقطهٔ ذوب ماده نیست در نتیجه دستگاه قدرت مصرفی کمتری دارد. از این روش عموماً برای برش فلزات استفاده می‌شود.
- برش با ایجاد شکاف به وسیله تنش‌های حرارتی:مواد ترد به شکستگی حرارتی حساس هستند. از این ویژگی مواد ترد در روش یاد شده استفاده می‌شود. اشعهٔ لیزر روی سطح ماده متمرکز شده و باعث ایجاد حرارت موضعی و انبساط حرارتی می‌شود. این عمل باعث ایجاد شکاف در ماده شده و با حرکت دادن پرتو می‌توان آن را هدایت کرد تا برش مد نظر اتفاق بیفتد. این روش عموماً برای برش لیزری شیشه‌ها و مواد شیشه مانند استفاده می‌شود.

یکی از بزرگ‌ترین صنایعی که از دستگاه برش لیزری برای تولید محصولات خود استفاده می‌کند، صنایع تولید در حفاظ و نرده و نمای فلزی است. این دستگاه با استفاده از پرتوهای پرقدرت لیزر با قدرت نفوذ پذیری فوق‌العاده بالا قادر است ورق‌های فولادی را از ضخامت‌های چند میلی‌متر تا چند سانتی‌متری به راحتی برش دهد.

## تیوب لیزر
دستگاه‌های لیزر برش و حکاکی غیرفلزات برای تولید پرتو لیزر از تیوب استفاده می‌کنند. تیوب لیزر یک استوانه از جنس شیشهٔ مهر و موم شده است. این استوانه شیشه‌ای عموماً با گاز دی‌اکسید کربن پر می‌شود.
از طریق لوله داخلی این استوانه ولتاژ بالایی به جریان درآمده و با ذرات گاز واکنش می‌دهد. این واکنش موجب افزایش انرژی آنها شده و پرتو نور تولید می‌شود. سپس پرتو نور توسط لنز که نوعی عدسی همگراست متمرکز شده و اشعه لیزر تولید می‌شود.
توان تیوب دستگاه نیز از اهمیت خاصی برخوردار است زیرا توسط این تیوب لیزر می‌توان هزینه تولید پرتو لیزر را کاهش داد ولی اگر از آن استفاده نشود تولید پرتو لیزر بسیار پر هزینه و سخت است. این توان قابل تغییر است که برای کار روی متریال‌های متفاوت توان این لیزر را می‌توان تغییر داد.

## تلرانس و پرداخت سطح
برش‌های لیزری جدید دارای دقتی در حدود ۲۵ میکرومتر(۰٫۰۱ میلی‌متر) هستند.
زبری استاندارد سطح (Rz) با ضخامت ورق افزایش می‌یابد اما با قدرت لیزر و سرعت برش کاهش می‌یابد.

## مصرف انرژی
مهم‌ترین اشکال دستگاه‌های برش لیزر مصرف زیاد برق آن‌ها است. بازدهی لیزرهای صنعتی چیزی در حدود ۵ تا ۴۵ درصد است. مقدار قدرت مورد نیاز برای برش لیزر در یک کار به‌خصوص به نوع ماده، ضخامت، روش مورد استفاده و نرخ برش مدنظر، بستگی دارد.

## نرخ تولید و برش
حداکثر نرخ برش توسط عواملی چون قدرت لیزر، ضخامت ماده، نوع فرایند مورد استفاده و خواص مواد محدود شده است. برای همهٔ مقاصد و اهداف، یک لیزر می‌تواند تا ۳۰ برابر سریع‌تر از یک ارهٔ استاندارد باشد. دستگاه‌های برش CNC با هدایت کامپیوتری و توسط لیزری که از آن‌ها متساطع می‌شود عملیات مختلفی مانند برش لیزری، حک لیزری و … را انجام می‌دهند. این دستگاه‌ها مزایای زیادی دارند، مثلاً سرعت بسیار بالایی دارند و با توجه به هدایت شدن توسط کامپیوتر، خروجی‌های کاملاً یکسانی دارند.